# Catarina Ryöppy
Anna Catarina Helena Ryöppy, född Furuhjelm 23 augusti 1939 i Helsingfors, är en finländsk konstnär.
Ryöppy studerade 1957–1961 vid École des Beaux-Arts i Lausanne. Efter att på 1980-talet ha arbetat huvudsakligen med måleri övergick hon på 1990-talet till olika slag av installations- och kollagekonst samt fotografi, vilka sedan blivit hennes huvudsakliga media.
Hon har ställt ut både i Finland och utomlands och framträder även med enskilda verk och portföljer på nätet. År 2011 mottog hon Pro Finlandia-medaljen.